# Okręg Einsiedeln
Einsiedeln (niem. Bezirk Einsiedeln) – okręg w Szwajcarii, w kantonie Schwyz.  
Okręg składa się z jednej gminy (Gemeinde) o powierzchni 98,93 km² i o liczbie mieszkańców 16 253.

## Gminy
1. Einsiedeln